# Vera Misevitj
Vera Misevitj, född den 10 april 1945 i Kiev i Ukrainska SSR, Sovjetunionen, död 4 mars 1995 i Kiev, Ukraina, var en sovjetisk ryttare.
Hon tog OS-guld i lagtävlingen i dressyren i samband med de olympiska ridsporttävlingarna 1980 i Moskva.